# Renato de Medeiros Barbosa
Renato de Medeiros Barbosa (Florianópolis, 27 de agosto de 1902 — Florianópolis, 19 de janeiro de 1988) foi um jornalista, advogado e político brasileiro.

## Vida
Filho de Lídio Martins Barbosa e de Maria Lucília de Medeiros Barbosa, bacharelou-se em direito pela Faculdade de Direito do Paraná, em 1930.

## Carreira
Fundador do jornal "O Cruzeiro", em Tubarão, foi preso em 1932.
Foi deputado à Assembleia Legislativa de Santa Catarina na 1ª legislatura (1935 — 1937).
Foi professor de Direito Internacional Privado da Faculdade de Direito de Santa Catarina.
Pertenceu à Academia Catarinense de Letras, ocupando a cadeira 33. Foi membro do Instituto Histórico e Geográfico de Santa Catarina.
Foi sepultado no Cemitério Jardim da Paz de Florianópolis.